# Lawrence Kamarck
Lawrence Kamarck, né le 6 juin 1927 dans le comté de St. Lawrence de l'état de New York et mort le 24 avril 2001, est un écrivain américain, auteur de roman policier.

## Biographie
Après des études à l'université Harvard, il devient reporter à Newsweek, Forbes et au New Yorker. 
En 1968, il publie son premier roman, Le Dinosaure (The Dinosaur), est nommé pour le prix Edgar-Allan-Poe du premier roman. Ce roman ainsi que le suivant, en 1969, Des trous dans la tête (The Bellringer), sont désignés par le New York Times parmi les dix meilleurs thrillers de l'année. 

## Œuvre

### Romans
- The Dinosaur, 1968
  - Le Dinosaure, Série noire no 1284, 1969
- The Bellringer, 1969
  - Des trous dans la tête, Série noire no 1344, 1970
- The Strange Butterflies of Dr. Zitzer, 1978
- The Zinsser Implant, 1979
- Informed Sources, 1981

## Sources
- Claude Mesplède, Les Années Série noire vol.3 (1966-1972) Encrage « Travaux » no 22, 1994
- Claude Mesplède et Jean-Jacques Schleret, SN Voyage au bout de la noire, Futuropolis, 1982